# Trnovica (żupania primorsko-gorska)
Trnovica – wieś w Chorwacji, w żupanii primorsko-gorskiej, w gminie Jelenje. W 2011 roku liczyła 47 mieszkańców.